# The Rockettes
The Rockettes ([rɔkɛ'ts], чит. «Роке'тс») — нью-йоркский женский танцевальный коллектив, основанный в 1925 году в Сент-Луисе (штат Миссури, США). Представления сочетают в себе традиции французского варьете и американского танцевального мюзикла и славятся особой синхронностью исполнения.

## История
Танцевальный коллектив был основан американцем Расселом Маркертом (англ. Russell Markert) и первоначально назывался Missouri Rockets (букв. «Ракеты Миссури»). Антрепренёр Сэмюэл Рокси привёз труппу в Нью-Йорк, переименовав её в Roxyettes, что обыгрывало его собственное имя. Коллектив начал выступать в театре Рокси, открывшемся 11 марта 1927 года показом немого кино. В качестве хореографа из Парижа был приглашён французский балетмейстер Лео Стаатс, который работал с танцовщицами в 1926—1928 годах. В 1929—1931 годах главным хореографом театра Рокси был Леонид Мясин, с 1932 года и до своего выхода на пенсию в 1974 году — Леон Леонидов.
В начале 1930-х годов из-за финансовых трудностей основного владельца театра, кинопродюсера Уильяма Фокса, Сэмюэл Рокси решил оставить театр, носящий его имя, и открыть новый, более соответствующий его представлениям. Радио-сити-мьюзик-холл открылся 27 декабря 1932 года, и Рокси переехал туда вместе с танцевальным коллективом, который отныне начал выступать под именем, известным и по сей день — The Rockettes.

## Деятельность

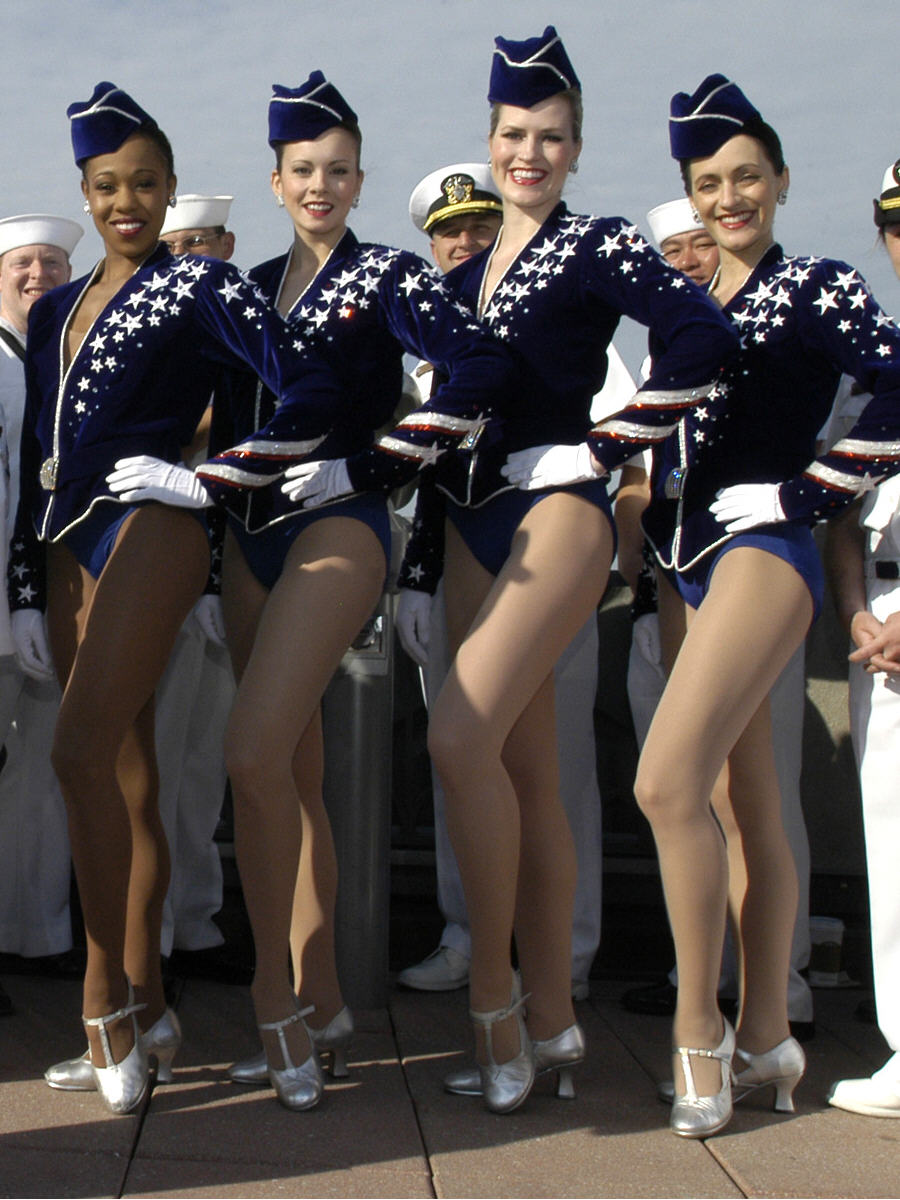
Встреча с моряками ВМС США, 2006 год

Начиная с 1957 года в День благодарения коллектив ежегодно участвует в традиционном параде универмага Macy’s.
Особенно активно The Rockettes выступают в Рождественский сезон, давая ежедневно по пять представлений семь дней в неделю. В красочном шоу Radio City Christmas Spectacular, идущем под оригинальное музыкальное сопровождение, задействовано более 140 исполнителей, при этом танцовщицы меняют свои костюмы до восьми раз. Это шоу, впервые поставленное Леоном Леонидовым и Винсентом Минелли к открытию театра в 1932 году и собирающее более чем два миллиона зрителей в год, является одной из самых популярных концертных программ в Соединенных Штатах.
Основная площадка The Rockettes — нью-йоркский Радио-сити-мьюзик-холл, однако коллектив также гастролирует по разным городам США и Канады. Кроме концертной деятельности, участники коллектива занимаются благотворительностью и проводят уроки танцев для молодёжи.

## Состав
Среди артисток труппы были такие звёзды американского мюзикла и кино, как Вера-Эллен, Люсиль Бремер, Адель Джергенс, Джоан Маккрэкен, модернистка Джейн Шерман (впоследствии ставшая писательницей), а также победительницы различных конкурсов красоты.
Первой азиатской участницей коллектива в 1985 году стала японка Setsuko Maruhashi. Вплоть до 1987 года в труппу не принимались темнокожие участницы; первой женщиной-афроамериканкой стала Дженнифер Джонс (Jennifer Jones), дебютировавшая в 1988 году.
Так как труппа славится своей слаженностью, отбор в неё проводится самым тщательным образом — ежегодно просмотр проходят до пятисот кандидаток.
Коллектив входит в Американскую гильдию артистов варьете (AGVA).

## Признание
В 1936 году труппа была удостоена Гран-при Парижской выставки танца (Paris Exposition de Dance). В 2007 году The Rockettes были включены в Сент-Луисскую «Аллею славы».

Фотогалерея
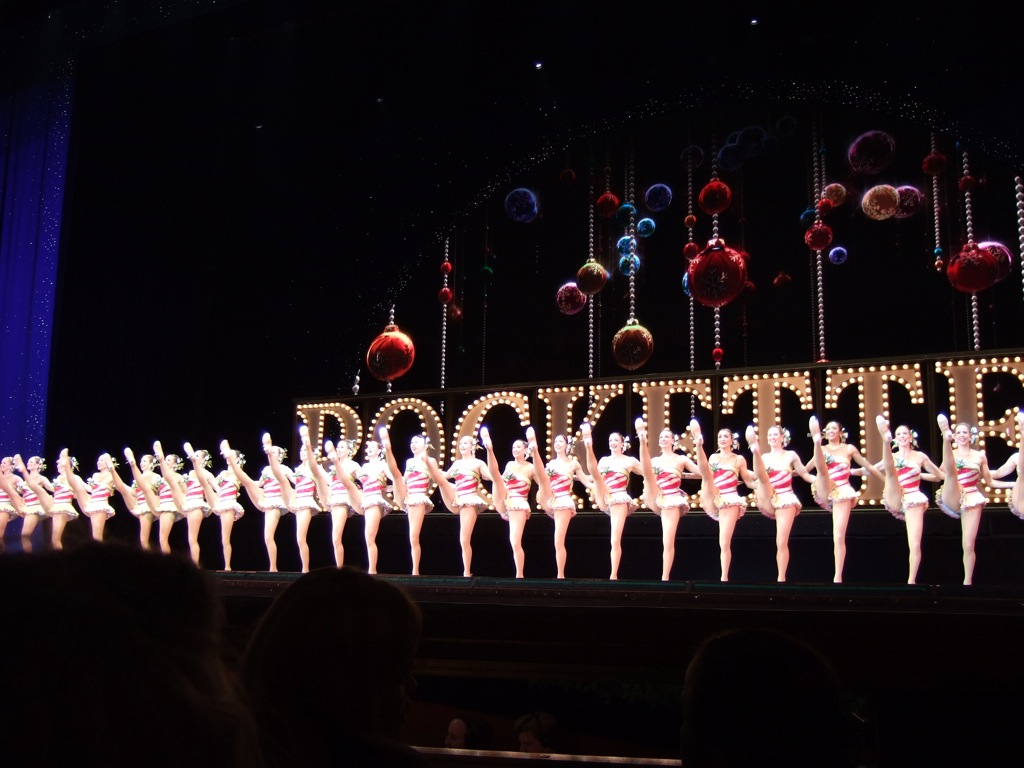
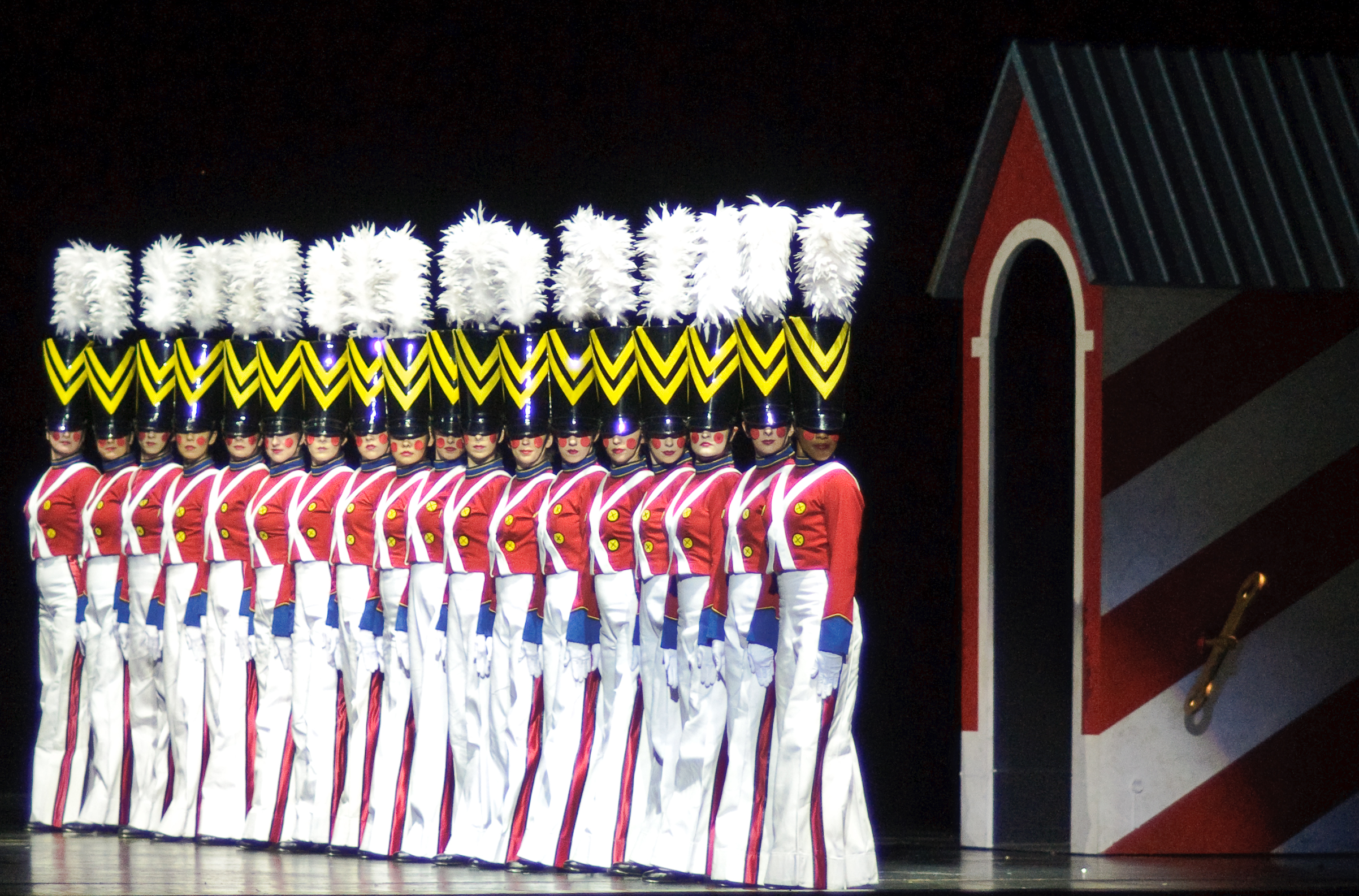
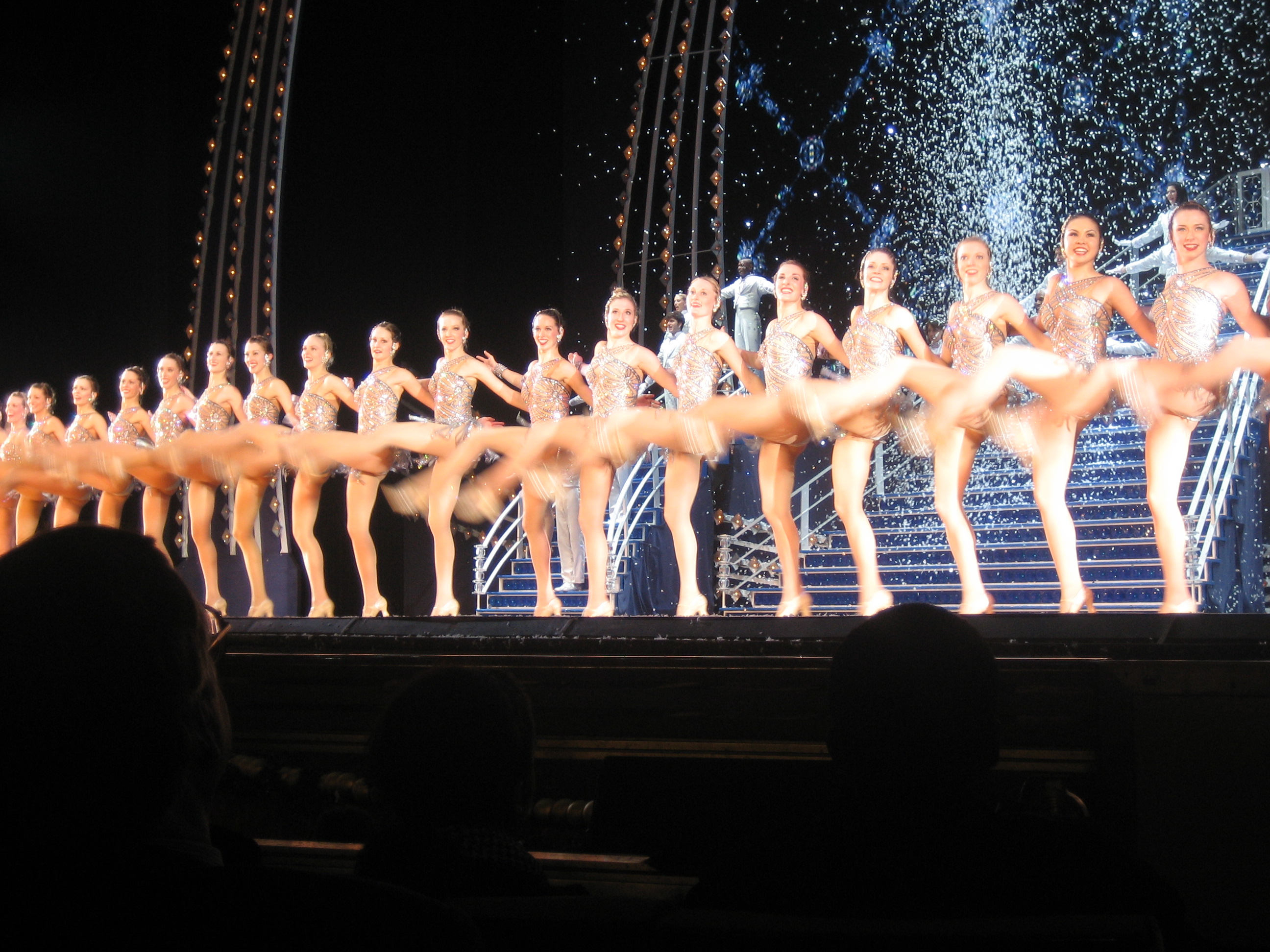